# Athletic FC
Athletic Football Club – szwedzki klub piłkarski, mający siedzibę w gminie Solna w stolicy kraju.

## Historia
Chronologia nazw:
- 2007: Athletic FC
- 2012: klub rozformowano - po fuzji z FC Väsby United tworząc AFC United

Piłkarski klub Athletic FC został założony w północno-zachodniej części Sztokholmu, gminie Solna, w 2007 roku. W 2006 roku zespół startował w Division 8 Stockholm. Co roku klub awansował do ligi wyżej, a w 2010 debiutował w Division 4 Stockholm Norra. Po piątym miejscu w 2010, w następnym sezonie zajął drugie miejsce i otrzymał promocję do Division 3.
23 sierpnia 2012 roku odbyła się fuzja z FC Väsby United. Tak jak Väsby United miał problemy finansowe, Prezesem został kierownik Athletic, nowy klub otrzymał nazwę Athletic FC United, wziął logo Athletic i przeniósł się do dzielnicy Solna na stadion farm klubu, zwanym Skytteholms IP.

## Sukcesy

### Trofea międzynarodowe
Nie uczestniczył w rozgrywkach europejskich (stan na 31-05-2016).

### Trofea krajowe
| \| \| Zdobyte trofea w rozgrywkach Szwecji (stan na: 31-03-2017) \| |                                                            |      |          |
| Rozgrywki                                                           | Osiągnięcie                                                | Razy | Sezon(y) |
| Mistrzostwo                                                         | I miejsce                                                  | 0    |          |
| Mistrzostwo                                                         | II miejsce                                                 | 0    |          |
| Mistrzostwo                                                         | III miejsce                                                | 0    |          |
| Puchar                                                              | zdobywca                                                   | 0    |          |
| Puchar                                                              | finalista                                                  | 0    |          |
| II liga                                                             | I miejsce                                                  | 0    |          |
| II liga                                                             | II miejsce                                                 | 0    |          |
| II liga                                                             | III miejsce                                                | 0    |          |
| Szwecja                                                             | Zdobyte trofea w rozgrywkach Szwecji (stan na: 31-03-2017) |      |          |

- Division 4 Stockholm Norra (VI Liga):
  - wicemistrz (1x): 2011

## Stadion
Klub rozgrywa swoje mecze domowe na stadionie Skytteholms IP w Solnie, który może pomieścić 5000 widzów.

## Inne
- AFC Eskilstuna
- AIK Fotboll